# Aeroporto di Leeds-Bradford

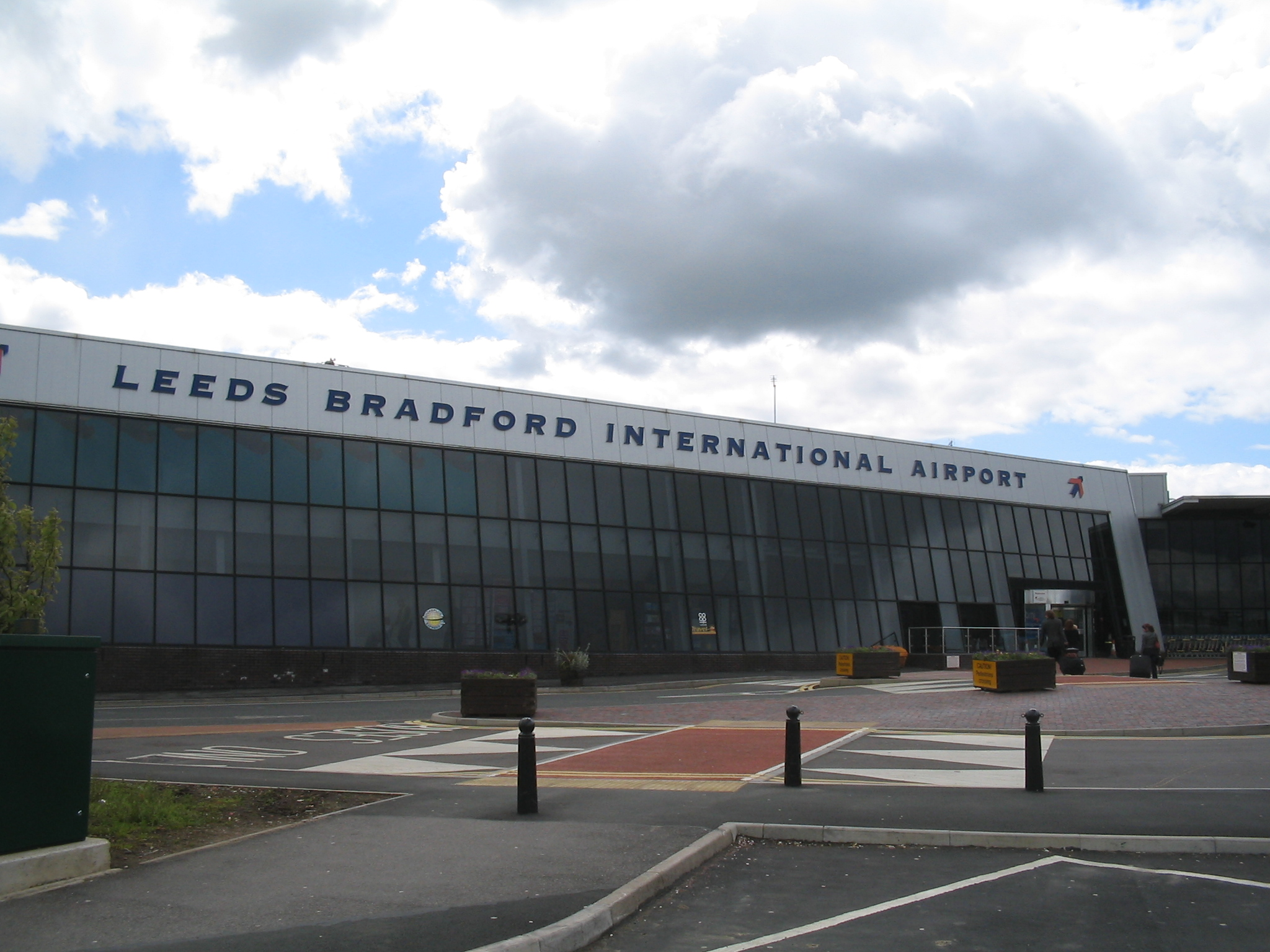
Ingresso al check-in sala A

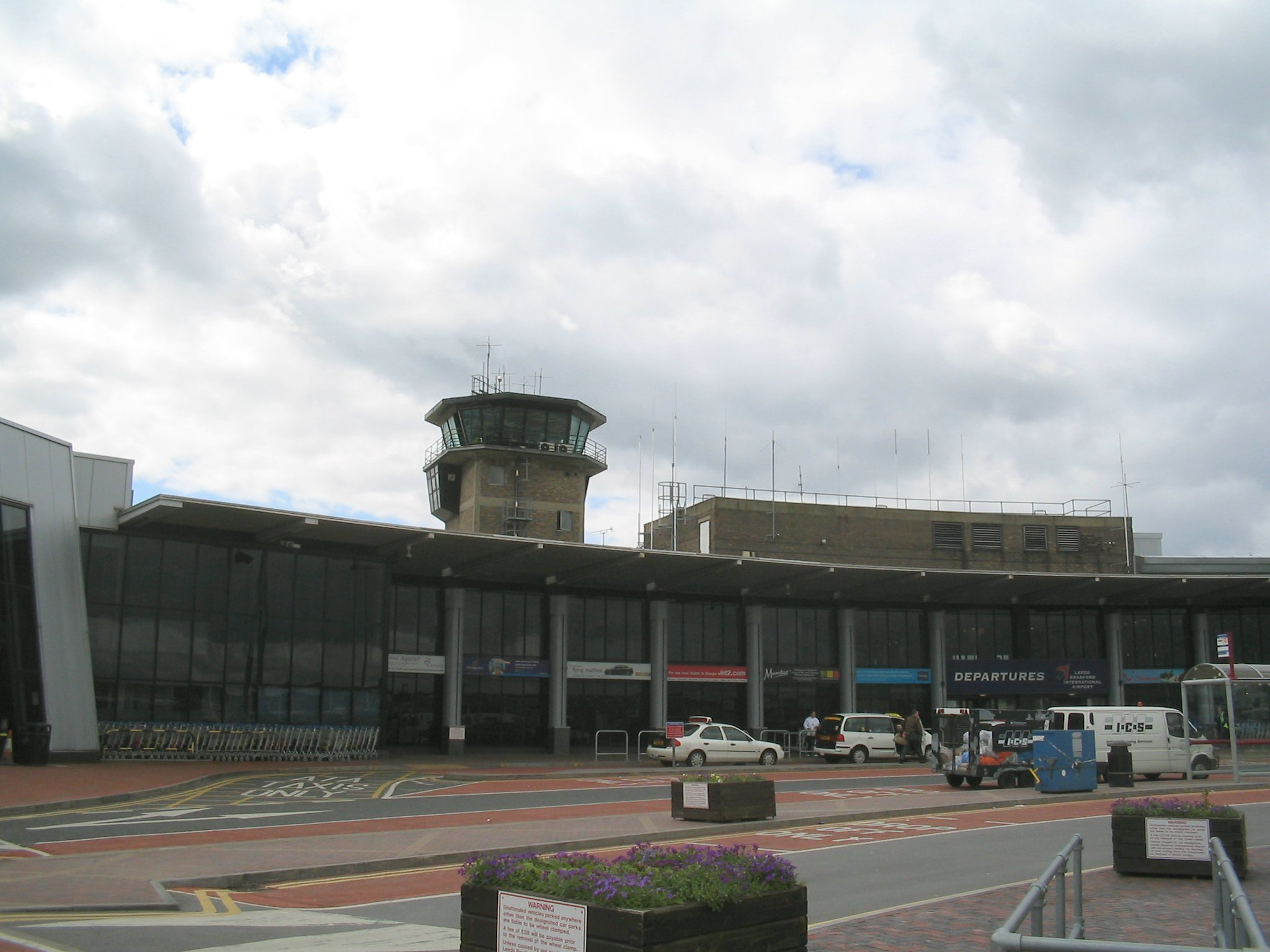
Ingresso al check-in sala B

L'Aeroporto di Leeds-Bradford (in inglese: Leeds Bradford Airport) è il più grande aeroporto nello Yorkshire ed è situato nella città di Leeds. L'aeroporto è l'hub della compagnia aerea Jet2.com.
Vengono effettuati voli per il Regno Unito, per l'Europa, per il Pakistan e per gli Stati Uniti. Non vi sono servizi di trasporto ferroviario per l'aeroporto, tuttavia esistono linee di autobus sia da Leeds che da Bradford. L'aeroporto ha avuto un traffico di 2.873.321 passeggeri nel 2008.

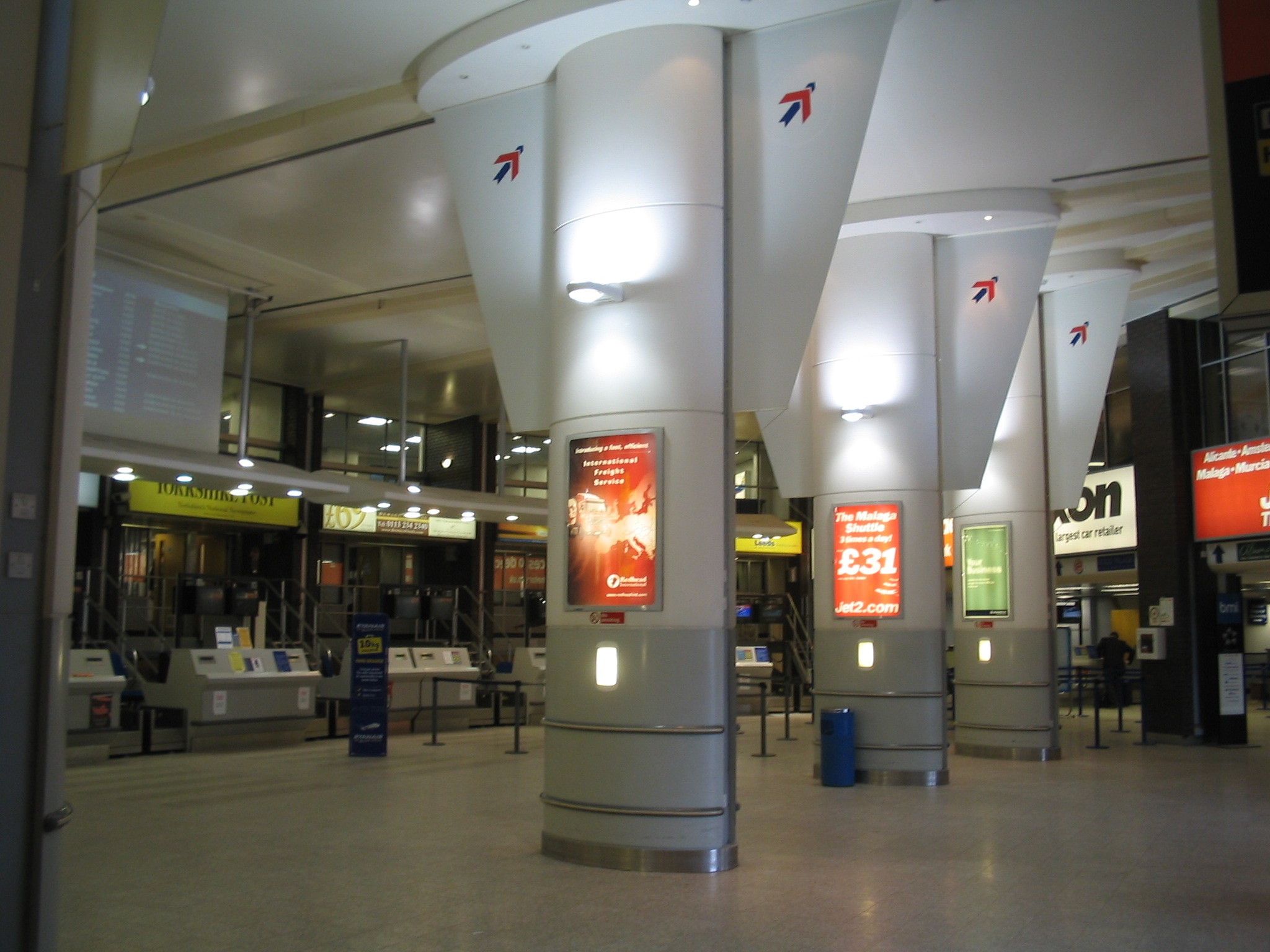
Check-in
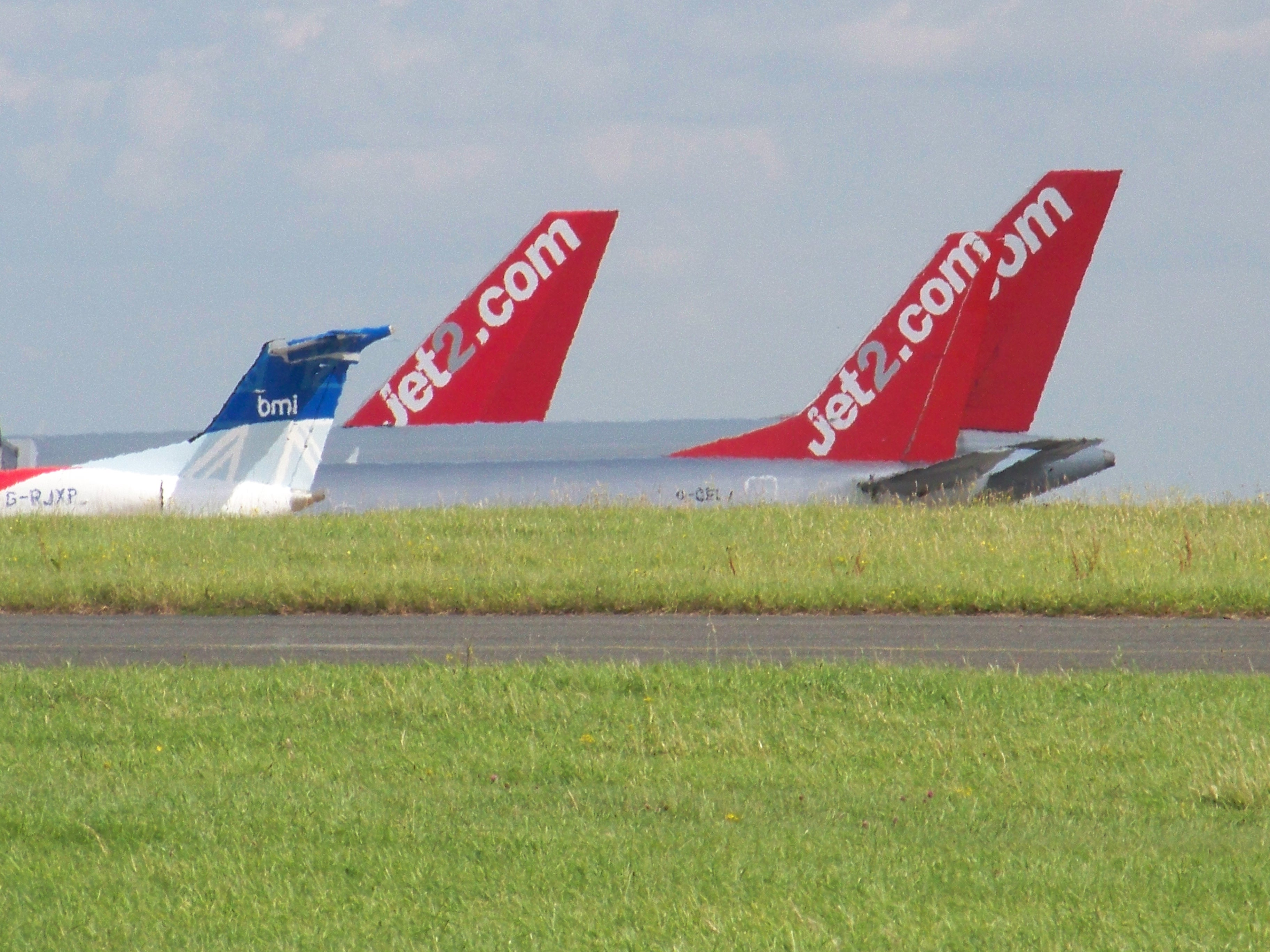
Jet2.com
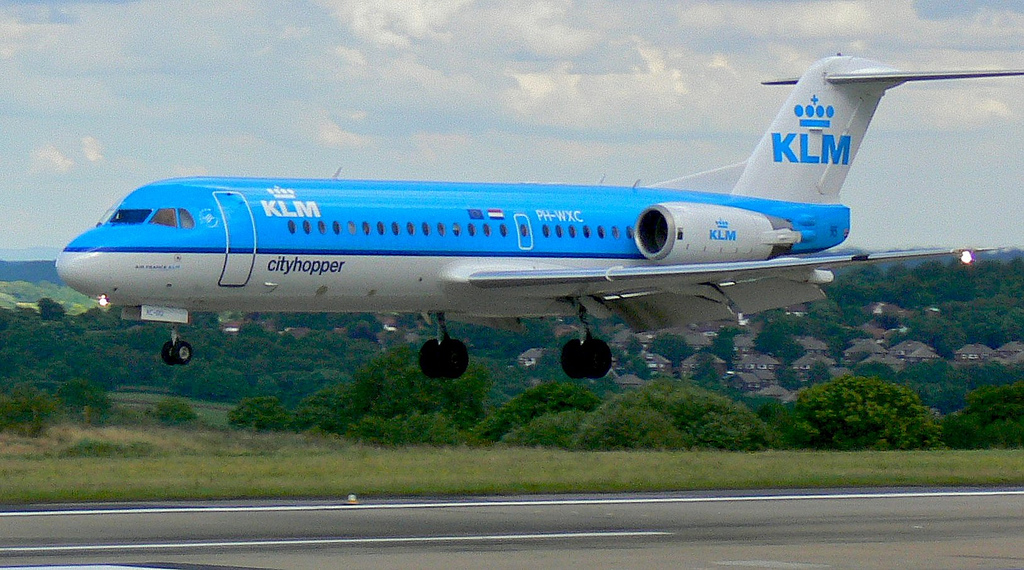
KLM
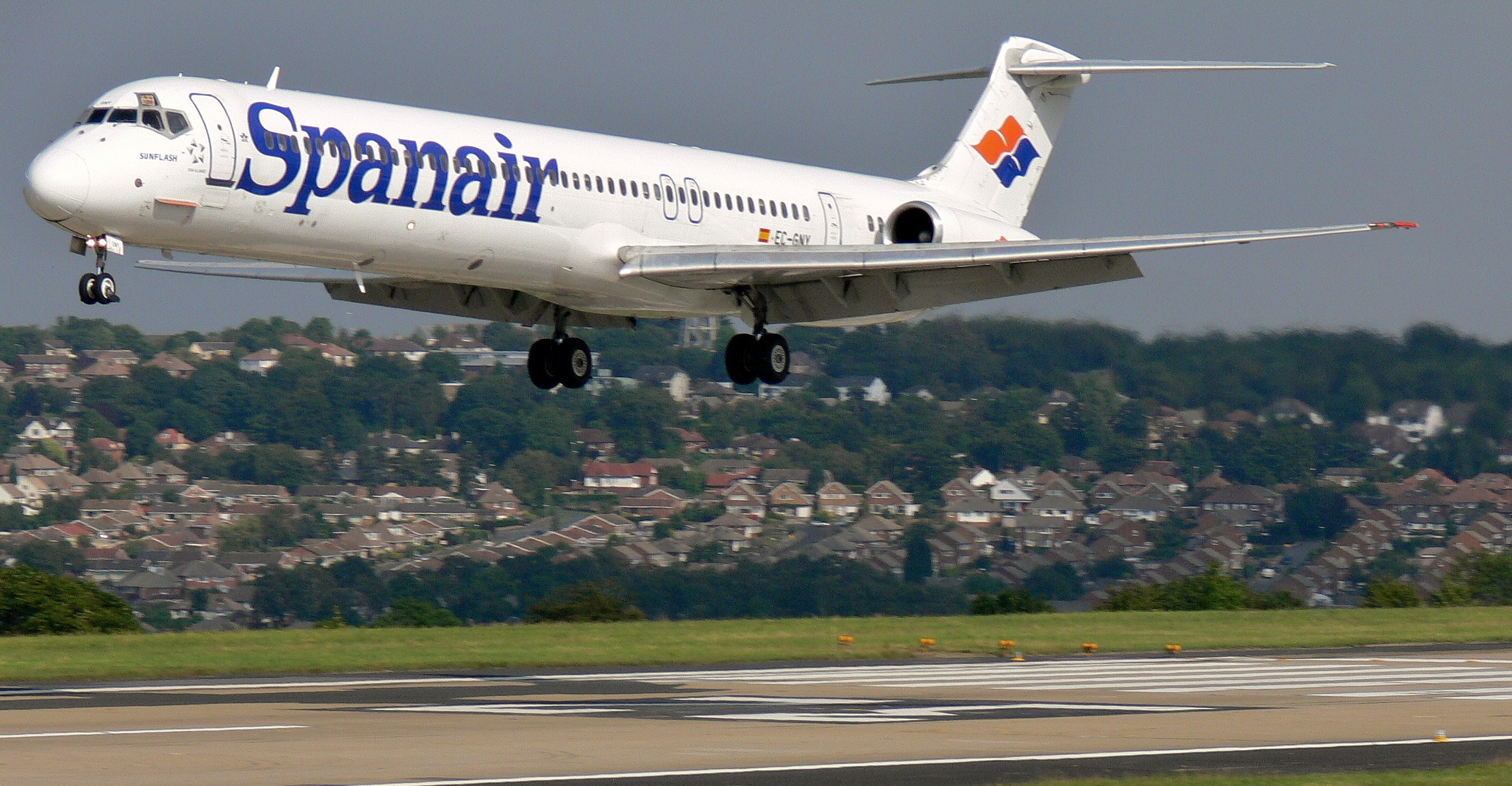
Spanair

|                                    | Numero di passeggeri | Numero di movimenti di aeromobili |
| ---------------------------------- | -------------------- | --------------------------------- |
| 1997                               | 1.254.853            | 26.123                            |
| 1998                               | 1.406.948            | 25.615                            |
| 1999                               | 1.462.497            | 26.185                            |
| 2000                               | 1.585.039            | 29.263                            |
| 2001                               | 1.530.227            | 28.397                            |
| 2002                               | 1.530.019            | 28.566                            |
| 2003                               | 2.017.649            | 29.397                            |
| 2004                               | 2.368.604            | 31.493                            |
| 2005                               | 2.609.638            | 35.949                            |
| 2006                               | 2.792.686            | 37.251                            |
| 2007                               | 2.881.539            | 39.603                            |
| 2008                               | 2.873.321            | 37.604                            |
| Fonte: CAA - UK Airport Statistics |                      |                                   |

- Check-in
- Jet2.com
- KLM
- Spanair